# Sopa de caracol
«Sopa de Caracol» es una canción interpretada por la banda hondureña Banda Blanca. Fue adaptada de la canción original en garífuna del cantante y escritor garinagu beliceño Hernán «Chico» Ramos. En 1991, fue lanzada una versión en español por Banda Blanca, basada en la original, que logró un éxito en todo el continente americano hasta alcanzar el primer puesto del Top Latin Songs de Billboard en Estados Unidos. La canción incluye elementos de la música garífuna y la punta que se han usado para promover a Honduras. Gracias a este éxito, Banda Blanca se convirtió en el grupo musical más conocido de Honduras.

## Lenguaje
En la letra de la canción se utiliza la lengua garífuna contemporánea —misma que ha tenido préstamos lingüísticos del español, inglés y francés—, y según la explicación de Pilo Tejeda en Sábado Gigante de la siguiente manera:
«Watanegui consup»: quiero tomar sopa con concha. La lengua garífuna ha tomado palabras del español y el francés, por tanto «consup» o «consupu» está relacionado con las palabras concha y soup, sopa.
«Luli ruami wanaga»: Quiero seguirla disfrutando
«Yupi pa ti, yupi pa mi»: Un poco para ti y un poco para mí.

## Popularidad
La canción debutó en la lista del Hot Latin Tracks de Billboard en el puesto 15 durante la semana del 19 de enero de 1991, alcanzando los primeros 10 puestos la semana siguiente. "Sopa de caracol" llegó al primer puesto el 16 de marzo de 1991, remplazando a "Te pareces tanto a él" de la cantante chilena Myriam Hernández y fue sucedida por "No basta" del cantautor ítalo-venezolano Franco de Vita dos semanas después. "Sopa de caracol" terminó siendo la quinta canción latina del año en los Estados Unidos, según la lista Top Latin Songs Year-End Chart de Billboard. Banda Blanca ganó una gaviota de plata el 12 de febrero de 1992 en el XXXIII Festival Internacional de la Canción de Viña del Mar, y obtuvo una postulación a un Premio Lo Nuestro.
De esta canción se hicieron covers posteriores a la versión de la Banda Blanca; tal es el caso de Alcides, Los Fabulosos Cadillacs, Banda Maguey, Los Flamers, Wilkins y Tony Camargo. También, en 2011, el cantante hondureño Polache realizó una versión en la que canta junto a Pilo Tejeda.
Hubo algunos rumores que generaron confusión entre los miles de fanáticos de esta canción, se decía que la verdadera letra era: "What a very good soup". Sin embargo fue desmentida en medios sociales por los propios autores.
El tema también fue usado como la cábala del equipo chileno Colo-Colo en la campaña de la Copa Libertadores de América de 1991 donde se titula campeón. Los mismos jugadores que pertenecieron a ese plantel, cuentan que cuando estaban en Ecuador disputando la primera fase, desde una disquería comenzó a sonar Sopa de caracol. El tema gustó tanto que de inmediato compraron un casete y antes de salir a la cancha, escuchaban el tema cuando estaban en el camarín.